# Polygala spruceana
Polygala spruceana là một loài thực vật có hoa trong họ Polygalaceae. Loài này được A.W.Benn. miêu tả khoa học đầu tiên năm 1879.